# ماكس مورلي
ماكس مورلي (24 يناير 1993 - ) (بالإنجليزية: Max Morley)‏ هو لاعب كريكت بريطاني.